# Weberocereus
Weberocereus  este un gen cu 9 specii de cactuși. Sunt originari din Costa Rica, Panama și Nicaragua.

## Specii
- Weberocereus biolleyi
- Weberocereus bradei
- Weberocereus glaber
- Weberocereus imitans
- Weberocereus panamensis
- Weberocereus rosei
- Weberocereus tonduzii
- Weberocereus trichophorus
- Weberocereus tunilla

## Sinonimia
- Eccremocactus Britton & Rose
- Eccremocereus Fric & Kreuz. (orth. var.)
- Werckleocereus Britton & Rose